# Khevsourétie
La Khevsourétie (en géorgien : ხევსურეთი, khevsoureti) est une région montagneuse de la Géorgie située à cheval sur la partie centrale de la chaîne du Grand Caucase, au nord de la capitale – Tbilissi. La région, qui dépend administrativement du raion (district) de Doucheti (région de Mtskhéta-Mtianétie), est composée de trois « pays » :
- l’Arkhoti, vers le nord-ouest et au-delà du Grand Caucase (c'est-à-dire au nord de la ligne de séparation des eaux) ; c'est la région la plus isolée et la moins peuplée de Khevsourétie, inaccessible par route et coupée du monde en hiver ;
- la pirikiti-Khevsourétie (« la Khevsourétie au-delà [des montagnes] » en géorgien, donc également située au Caucase Nord), centrée sur le célèbre village fortifié de Chatili au nord-est ; et
- la boude-Khevsourétie (« le nid de la Khevsourétie » en géorgien), la province la plus peuplée de la région, située au sud de la chaîne entre le réservoir de Jinvali au nord de Tbilissi et le col de la Croix de l'Ours (2 676 m) et dont le village principal est Barisakho.

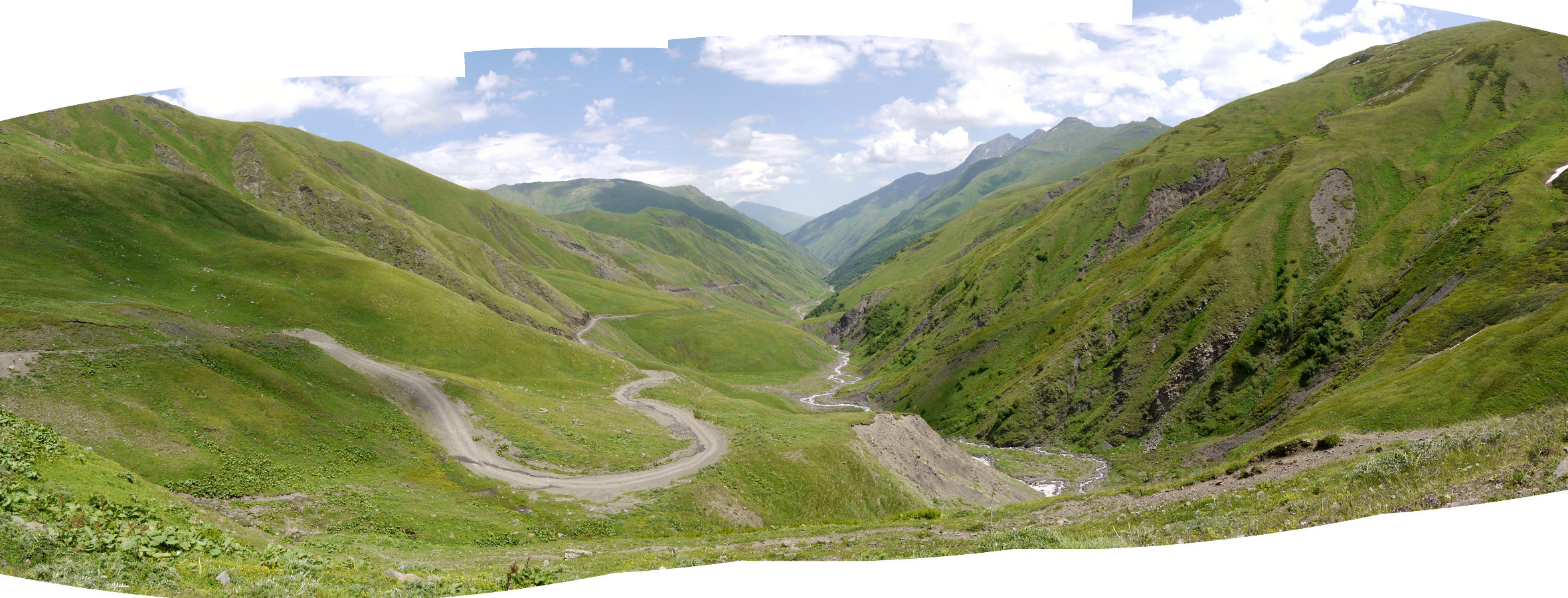
La Vallée de l'Argoun, vue vers le nord (vers Chatili et la Tchétchénie) à partir du col de la Croix de l'Ours.

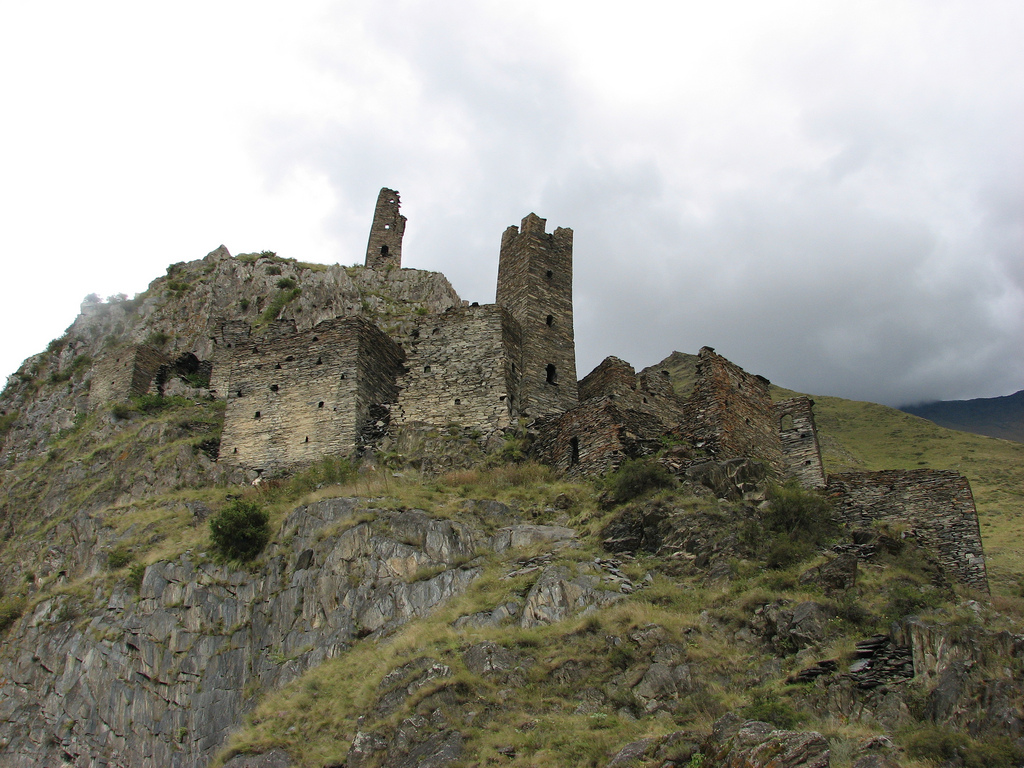
Les ruines du village fortifé de Moutso.

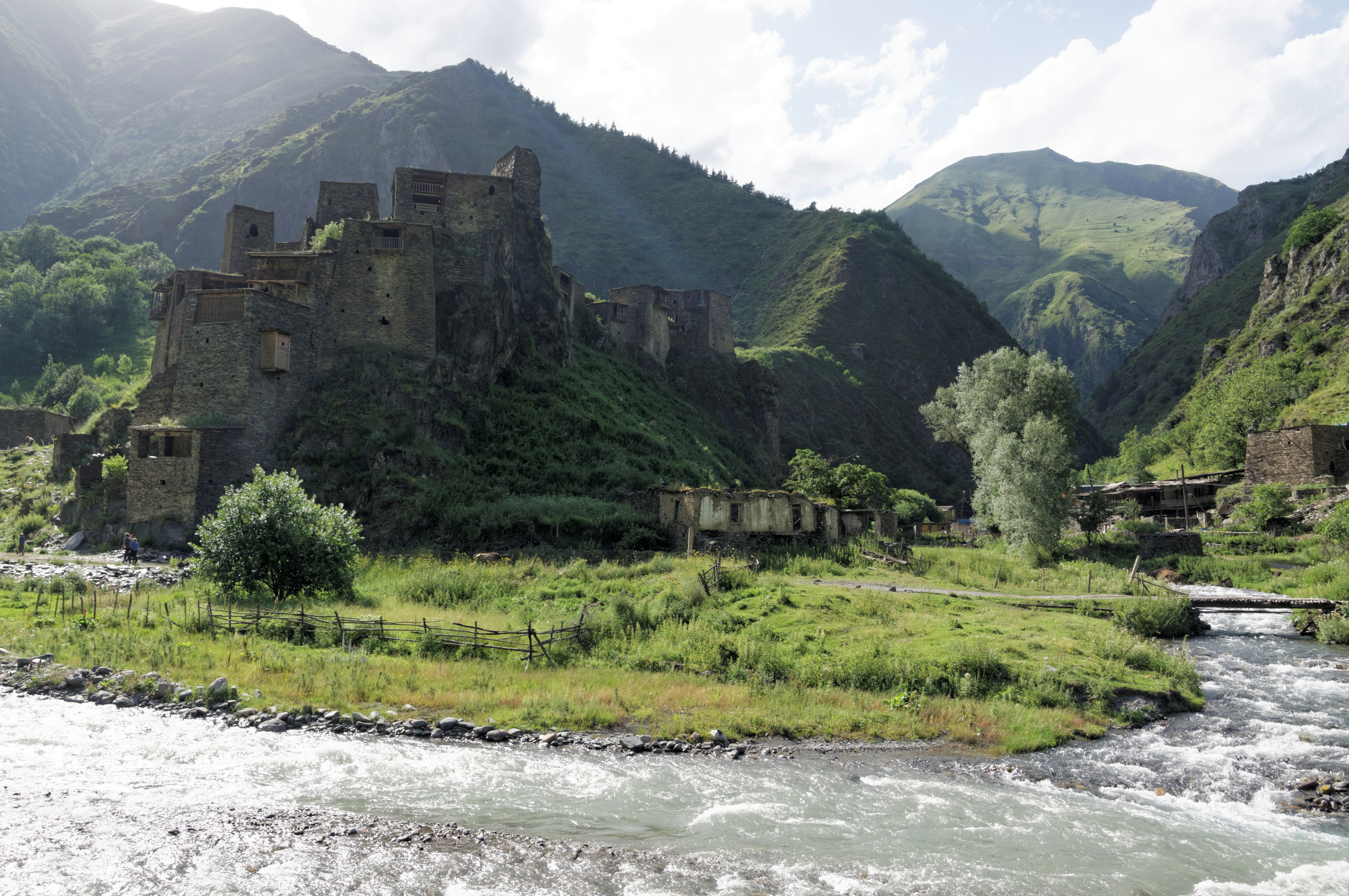
Le village fortifié de Chatili.

## Histoire

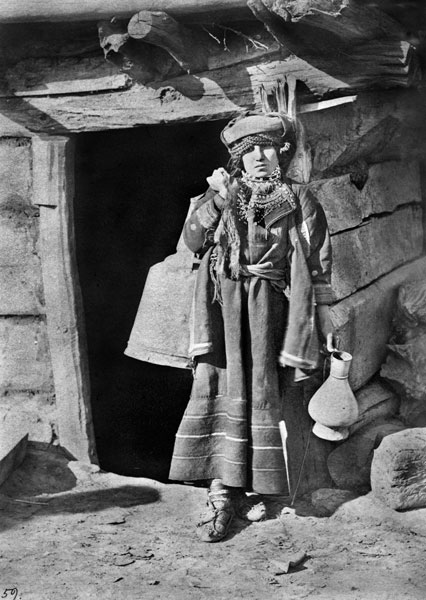
Femme khevsoure en habits traditionnels. Image de D.A. Nikitine, 1881.

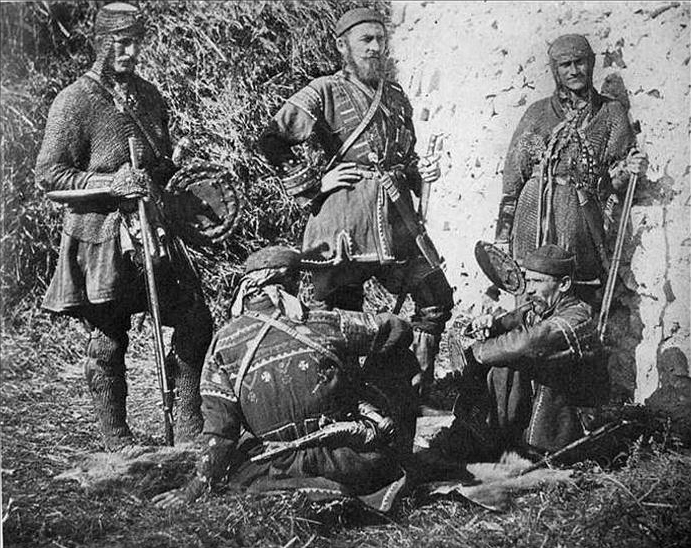
Khevsours armés, vers 1910

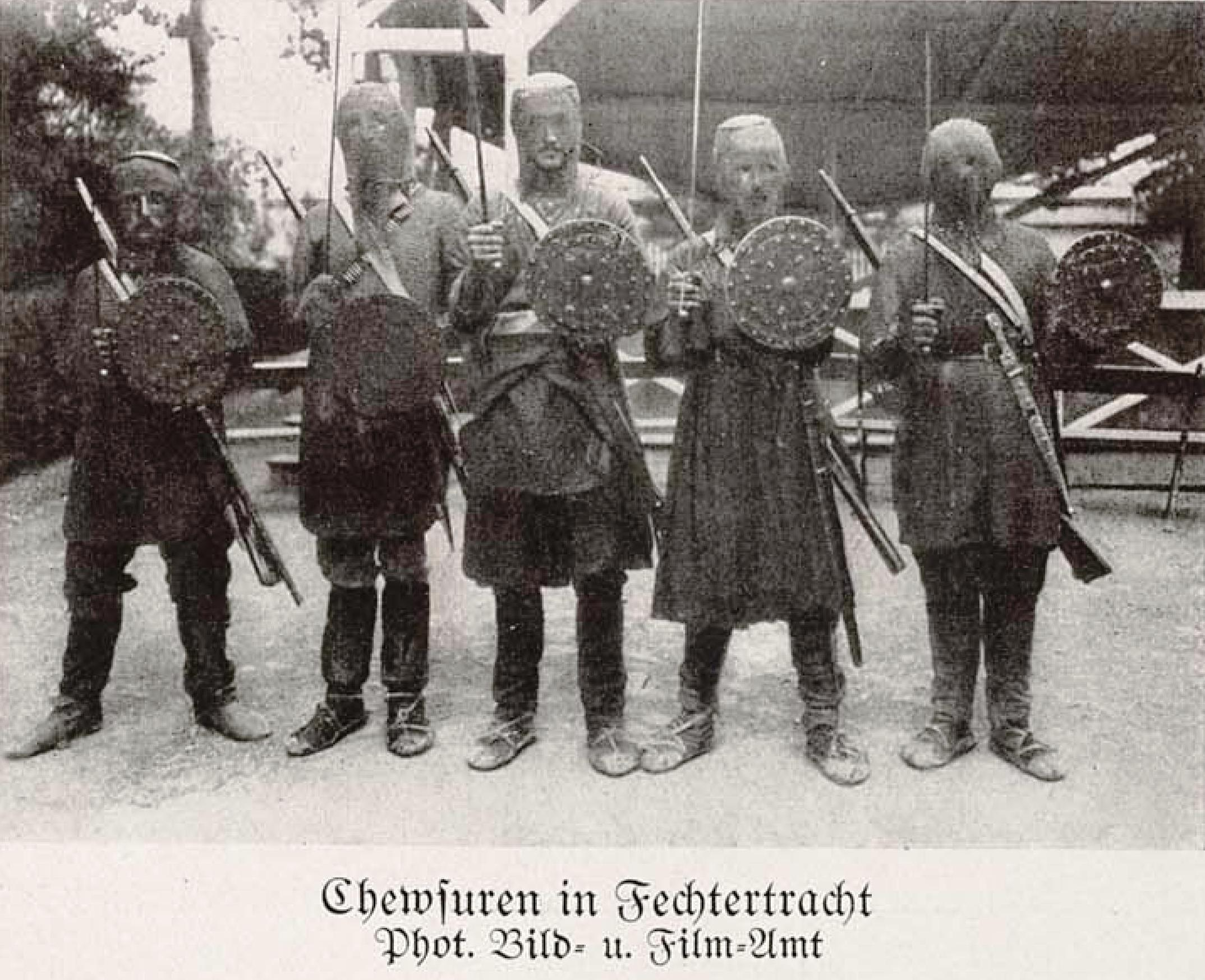
Khevsours en tenue d'escrime, 1918-1919

Une relative absence de sources historiques empêche la rédaction d'une véritable histoire de la région. La région aurait été convertie au christianisme par la reine Tamar au XIIe siècle mais demeura largement païenne (un syncrétisme unique se formant entre les croyances païennes montagnardes locales et le christianisme orthodoxe géorgien). Longtemps coupée du monde, la première route carrossable à pénétrer la Khevsourétie fut construite par le gouvernement géorgien (alors bolchévique depuis 1921) dans les années 1930.

## Les Khevsours
Les premiers ouvrages et articles ethnographiques et sociologiques sur les Khevsours – principalement en géorgien et en russe – furent publiés à partir la fin du XIXe siècle. En français, l'ouvrage de Georges Charachidzé, Le système religieux de la Géorgie païenne - Analyse structurale d'une civilisation (Paris, François Maspéro, 1968), est probablement la meilleure source d'informations sur les Khevsoures.
Le peuple Khevsour fut presque entièrement déporté par le gouvernement géorgien bolchévique dans les années 1950. Forcés d'abandonner leurs villages sans doute millénaires, ils furent relogés dans des villages « modèles » bâtis dans la plaine au sud-est de Tbilissi. Bien que les Khevsoures furent autorisés à regagner leurs villages en montagne à partir des années 1960, de nombreux Khevsours - les descendants des déportés - habitent toujours le village de Gamardjvéba (« victoire » en géorgien) à une dizaine de kilomètres de Tbilissi.

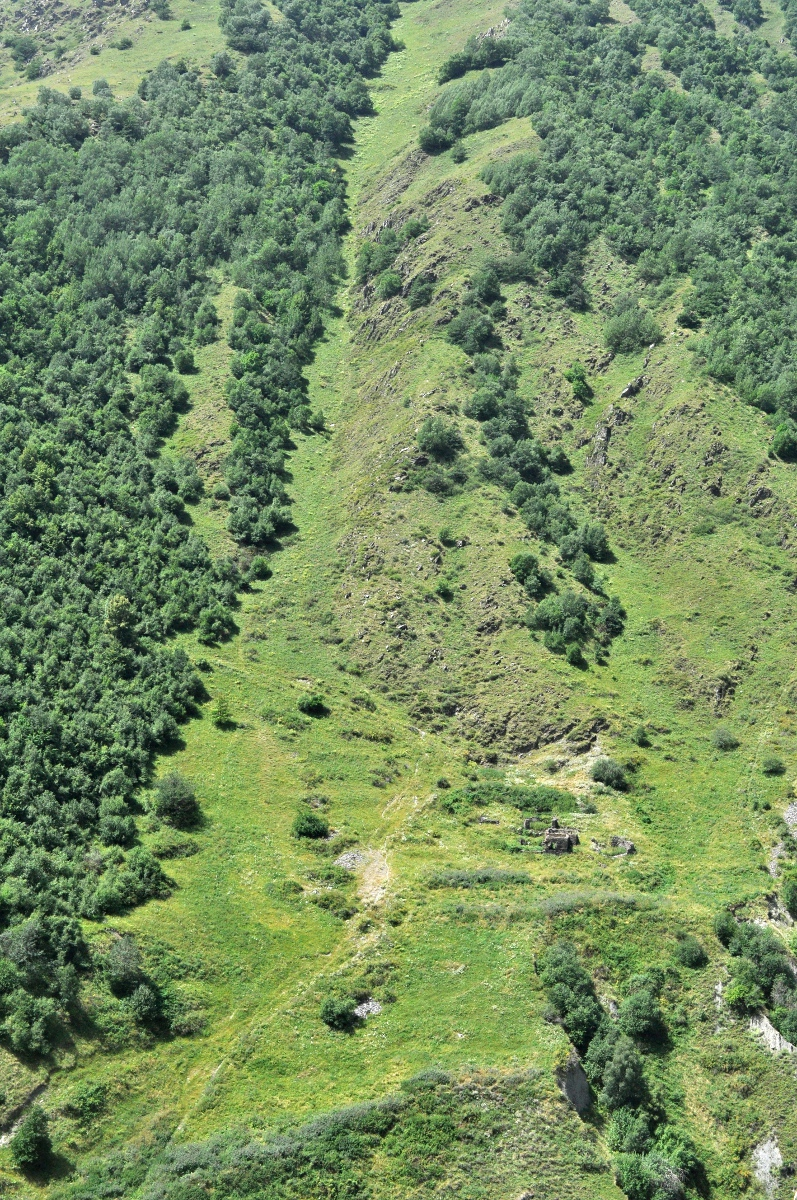
Ruines d'un hameau abandonné en Khevsourétie.

## Population historique

### 1873
Le recensement impérial russe de 1873 - qui divisa la Khevsourétie en 8 communautés - donne les chiffres suivants :
- la communauté de Barisakho : 16 villages, 298 foyers (723 hommes et 718 femmes), donc 1 441 âmes en tout
- la communauté de Gouli : 8 villages, 162 foyers (335 hommes et 356 femmes), donc 691 âmes en tout
- la communauté de Roshka : 7 villages, 145 foyers (335 hommes et 315 femmes), donc 650 âmes en tout
- la communauté de Batsaligo : 9 villages, 131 foyers (296 hommes et 288 femmes), donc 584 âmes en tout
- la communauté de Akhieli : 5 villages, 111 foyers (273 hommes et 240 femmes), donc 513 âmes en tout
- la communauté de Chatili : 5 villages, 121 foyers (252 hommes et 272 femmes), donc 524 âmes en tout
- la communauté de Ardoti : 3 villages, 86 foyers (198 hommes et 249 femmes), donc 447 âmes en tout
- la communauté de Tolaant-Sopeli : 8 villages, 197 foyers (555 hommes et 593 femmes), donc 1 148 âmes en tout.

Total en 1873 : 61 villages, 1 251 foyers, comprenant 2 967 hommes et 3 029 femmes, donc 5 996 âmes en tout.

### 1935
Le recensement réalisé par le célèbre ethnographe géorgien Sergi Makalatia, qu'il publia dans son ouvrage consacré à l'ethnographie de la Khevsourétie (voir Références), donne les chiffres suivants :
- la communauté de Barisakho : 14 villages, 241 foyers (467 hommes et 539 femmes), donc 1 006 âmes en tout
- la communauté de Batsaligo : 19 villages, 291 foyers (547 hommes et 639 femmes), donc 1 186 âmes en tout
- la communauté de Chatili : 12 villages, 233 foyers (528 hommes et 572 femmes), donc 1 100 âmes en tout
- la communauté de Arkhoti (Akhieli) : 3 villages, 78 foyers (123 hommes et 133 femmes), donc 256 âmes en tout.

Total en 1935: 43 villages, 769 foyers, comprenant 1 492 hommes et 1 668 femmes, donc 3 160 âmes en tout.
Bien qu'il soit naturellement déconseillé de comparer les chiffres de ces deux recensements et que les résultats d'une telle comparaison ne seraient que vaguement indicatifs, l'exercice est néanmoins intéressant et « révèle » :
- une chute de 14 % du nombre moyen d'hommes par foyer ;
- une chute de 8 % du nombre moyen de femmes par foyer ;
- une chute de 8 % du nombre moyen de foyers par village ;
- une chute de 19 % du nombre moyen d'habitants par village ; et
- une chute de 35 % du nombre total d'habitants de la région (les communautés les plus isolées, par ex. Chatili - 42 % et Akhieli - 50 %, perdant plus d'habitants que les communautés situées plus bas dans les vallées).